# HD 215159
HD 215159，又名BD+53 2960，SAO 34713、HR 8648，是一颗恒星，视星等为6.12，位于銀經104.55，銀緯-4.29，其B1900.0坐标为赤經22h 38m 15.3s，赤緯+53° -4.29′ 8″。